# Don't Let Me Be Misunderstood
Pistes de Broadway, Blues, Ballads (en)
Night Song (en)
Don't Let Me Be Misunderstood est une chanson écrite par Bennie Benjamin, Gloria Caldwell et Sol Marcus pour la pianiste et chanteuse Nina Simone, qui l'enregistra pour la première fois en 1964. Don't Let Me Be Misunderstood a été enregistrée et interprétée par de nombreux artistes, elle est principalement connue pour sa version du groupe The Animals sortie en 1965. En 1977, la version disco/latine de Santa Esmeralda fut également un hit.

## Version originale de Nina Simone
Le début de Don't Let Me Be Misunderstood vient du compositeur et arrangeur Horace Ott, qui composa la mélodie ainsi que les paroles du chœur après une rupture temporaire avec sa petite amie (et future femme) Gloria Caldwell. Il en termina ensuite l'écriture à l'aide du partenariat de Bennie Benjamin et Sol Marcus. Cependant, les règles de l'époque empêchaient les écrivains du BMI (Horace Ott) de collaborer avec les membres de l'ASCAP (Bennie Benjamin et Sol Marcus). De ce fait, Ott décida d'inscrire le nom de Gloria Caldwell à la place du sien,.
Don't Let Me Be Misunderstood est l'une des cinq chansons impliquant l'écriture de Benjamin et de Marcus, présentes sur l'album Broadway, Blues, Ballads de Nina Simone.  Elle prend ici un tempo très lent et est organisée autour d'éléments d'orchestre tels que la  harpe ; une chorale apparaît également à plusieurs moments. Nina Simone l'a chantée avec son style inclassable, donnant un ton particulier à la chanson. Il est également à noter que l'implication de Horace Ott dans cet album ne s'arrête pas à l'écriture initiale. Il fut l'arrangeur et le chef d'orchestre de tous les morceaux de l'album.  Don't Let Me Be Misunderstood est ressorti en single en 1964 avec A Monster mais celui-ci fut un échec.
Pour beaucoup d'écrivains, Don't Let Me Be Misunderstood traitait implicitement du Mouvement afro-américain des droits civiques, ce qui concernait une grande partie de l'œuvre de Nina Simone de l'époque. Pour d'autres, c'était plus personnel et cette chanson ainsi que cette phrase représentaient au mieux la carrière ainsi que la vie de Nina Simone.
Des décennies plus tard, une publicité pour le parfum J'adore de Parfums Christian Dior, mettant en scène Charlize Theron, utilise la version de Nina Simone de cette chanson, puis une publicité de H&M mettant en scène David Beckham en 2012 reprend la version de The Animals (cf. ci-dessous). Elle accompagne en outre la scène finale du film dramatique polonais Rewers sorti en 2009, et figure à la fin de la saison 5 de la série Luther.

## Version de The Animals
Singles de The Animals
I'm Crying (en)
(1965) Bring It On Home to Me (en)
(1965)
Eric Burdon, le leader du groupe The Animals, dira plus tard de cette chanson qu'« elle n'avait jamais été considérée comme appartenant à la pop mais quelque chose s'est transmis en nous lorsque nous l'avons écoutée et nous sommes immédiatement tombés amoureux d'elle ». Ils ont travaillé dessus en augmentant son tempo et en la faisant débuter par une mémorable organisation orchestrale guitare électrique/orgue d'Hilton Valentine et d'Alan Price. Ceci avait été copié et développé à partir d'un élément provenant du morceau final (outro) de l'enregistrement de Nina Simone. Ces instruments plongent immédiatement le son au fond de l'impressionnante et profonde voix de Burdon :
Baby, do you understand me now?
If sometimes, you see that I'm mad ...
Don't you know no one alive can always be an angel,
When everything goes wrong, you see some bad.
(chœurs) But I'm just a soul whose intentions are good:  
(Eric Burdon) Oh Lord! Please don't let me be misunderstood ...
Le groupe acquit un succès transatlantique début 1965 grâce à cette interprétation très personnelle. Il grimpèrent en 3e place des UK Singles Chart, en 15e place des U.S. pop singles chart et en 4e place au Canada.
Ce single fut classé 315e de la liste des 500 plus grandes chansons de tous les temps du magazine Rolling Stone.
Durant ses concerts, le groupe conservait le même arrangement qu'à l'enregistrement, mais Burdon abaissait quelquefois ses lignes vocales jusqu'à ce qu'il soit presque en train de parler, ce qui redonnait un peu de la saveur que Nina Simone insufflait à cette chanson.

## Version de Santa Esmeralda
Une version disco de cette chanson fut également un succès dans les années 1970. Ce morceau était un duo Santa Esmeralda/Leroy Gomez, il reprenait l'arrangement des Animals avec l'ajout de musique latine telles que le disco, la salsa, etc.
La première sortie date de l'été 1977, c'était une épopée de 16 minutes qui prit toute une face de leur album Don't Let Me Be Misunderstood. Ce morceau fut repris par de nombreuses distributions internationales de leur label de l'époque Casablanca Records. Un remix 33 tours était très populaire et fut classé numéro 1 des U.S. Billboard Club Play Singles ainsi que dans de nombreux pays européens. Le single atteignit des sommets en étant classé 4e des Hot Dance/Disco-Club Play chart. Une version pop sortie plus tard dans la même année obtint également un bon accueil, elle fut classée 15e des Billboard Hot 100 en début 78.
La version de Santa Esmeralda redevint populaire une génération après sa sortie avec sa présence dans le film Kill Bill : Volume 1 de Quentin Tarantino, où la partie instrumentale passe durant le duel Bride/O-Ren Ishii. Dans la bande originale est incorporée une version vocale complète qui dure environ dix minutes. Une réédition des Santa intitulée Don't Let apparaît dans le western coréen Le Bon, la Brute et le Cinglé, jouée dans une séquence de poursuite dans le désert des plaines de Mandchourie.
Le morceau Don't Let fut également utilisé comme thème d'ouverture du jeu télévisé américain Bullseye ainsi que dans la bande annonce du film Kiss Kiss Bang Bang.
Alabina, et sa chanteuse Ishtar, ont également réalisé une version proche de celle de Santa Esmeralda.

## Autres versions
- Lyambiko
- Jess & James : sur l'album Move, 1968
- Ginette Reno : sur 45 tours, 1969
- Joe Cocker : sur l'album With a Little Help from My Friends, 1969 (la version chantée par Joe Cocker accompagne la scène finale du film Layer Cake du Britannique Matthew Vaughn sorti en 2004 avec Daniel Craig)
- Kirka (en) : sur l'album Saat Kaiken, 1970 (sous le titre Sä Tiedät Yksin, Mistä Aloittaa)
- Chris Sedgwick sur l'album The Rebel enregistré en 1975 avec Ozzy Osbourne aux chœurs.
- Santa Esmeralda : Don't Let Me Be Misunderstood, 1977
- Taiska (en) : sur l'album Saat Kaiken, 1978 (sous le titre Sä Tiedät Yksin, Mistä Aloittaa)
- Elvis Costello : sur l'album King of America, 1986
- King Kong & D. Jungle Girls (en) : sur l'album Boom Boom Dollars, 1987
- Gary Moore : sur l'album And Then the Man Said to His Guitar, 1988
- The Doug Anthony All Stars : sur l'album Bottle, 1990
- Lou Rawls : sur l'album The Legendary Lou Rawls, 1992
- Robben Ford : sur l'album Handful of Blues, 1995
- Mauri Antero Numminen : sur l'album M. A. Numminen Goes Tech-No – En tahdo olla prinsessa, 1995 (sous le titre Et Kai Ymmärrä Minua Väärin)
- Cyndi Lauper : sur l'album At Last, 2003
- Yusuf (Cat Stevens ): sur l'album An Other Cup, 2006
- John Legend : sur l'album Once Again, 2006
- Juliana Aquino : sur l'album DISCO [meets] BOSSA, 2008
- The Lucky Devils : sur l'album Goin' Mad!, 2008
- Emily Loizeau : sur l'album Pays sauvage, 2009
- Les Triaboliques : sur l'album Rivermudtwilight, 2009 (le titre complet est Hora Anicuta Draga/Don't Let Me Be Misunderstood)
- Kellylee Evans : sur l'album Nina, 2010
- Chico and the Gypsies featuring collectif métissé, 2012
- Mick Hucknall : sur l'album American Soul, 2012
- Paola Casella : sur l'album Paola Casella Trio - EP, 2012
- Jamie Cullum (featuring Gregory Porter) : sur l'album Interlude, 2014
- Lana Del Rey : sur l'album Honeymoon, 2015
- Brian Newman et Lady Gaga : sur l'album Showboat, 2018
- Gina Gershon : dans la série télévisée Riverdale, 2019.

D'autres artistes ont également interprété ce titre, parmi lesquels The Moody Blues, Arthur Brown, Place of Skulls, Uthanda, Julie Driscoll et Brian Auger, Mike Batt, Trevor Rabin, Dwight Adams, No Mercy, Alabina (retitré Lolole), OffBeat, New Buffalo, Farhad Mehrad, The Killers, Lyambiko,  Paul Di'Anno, Savage Circus, Mutoid Man (retitré Manimals).

## Samples
Cette chanson a été samplée dans plusieurs morceaux, parmi lesquels : 
- Intro Disco par le groupe Discothèque, sur l'album Discothèque Party, 1979
- Karma de Mood (en) sur l'album Doom (en), 1997
- Te Ne Accorgerai de Bassi Maestro sur l'album The Micragnous EP, 1997
- Black Zombie de Nas sur l'album The Lost Tapes, 2002
- Misunderstood de Drapht (en) sur l'album Culture of Kings Volume 3, 2003
- Keep Moving de DJ Mehdi sur l'album Des friandises pour ta bouche, 2005
- Incredibles des Devil'z Rejects featuring Quite Nyce et Se7en sur l'album Necronomicon, 2006
- De Braços Abertos Pra Vida de Bob Da Rage Sense featuring Mundo et Maze sur l'album Menos, Pão, Luz E Água, 2007
- First They Love You de Bishop Lamont featuring Indef et Pr1me sur l'album N*gger Noize, 2007
- Misunderstood de Common sur l'album Finding Forever, 2007
- Misunderstood de Cookie Monsta sur l'album Maryland Chocolate Chip Mix, 2008
- Dontgetit de Lil Wayne sur l'album Tha Carter III, 2008
- Rising d'Ark sur l'album Arkpocalypse Now, 2010
- Let Me Be Misunderstood de Crown and Nefast featuring eMCee Killa sur l'album Just Listen, 2010
- Understand Me Now des Pretty Lights sur l'album Making Up a Changing Mind, 2010
- Boma Yeh de Dooz Kawa sur l'album 3rdLab 03, 2012
- Magic de Criss Blaziny & Skizzo Skillz sur l'album Rasaritul Apus, 2012
- Oh Marcello de Regina Spektor sur l'album What We Saw from the Cheap Seats (en), 2012
- Please Don't Let Me d'Apollo Brown & Ras Kass sur l'album Blasphemy, 2014.